# 大村麻衣子
大村 麻衣子（おおむら まいこ 3月29日 - ）は、日本のフリーアナウンサー。圭三プロダクション所属。

## 出演番組
- アール・エフ・ラジオ日本「ラジオ日本 土曜・日曜競馬実況中継」（パドックアシスタント、日曜日第1部総合司会他）
- 同「中央競馬大作戦」（総合司会）
- グリーンチャンネル「グリーンチャンネル地方競馬中継」（平日開催分総合司会）

過去
- NHK「着物大百科」（ナビゲーター）
- テレビ神奈川「小田原競輪場レース実況中継」総合司会
- J:COM「まるごと府中」レポーター
- 東京Bayネットワーク「江東ワイドスクエアー」レポーター
- アール・エフ・ラジオ日本「東京マラソン2019実況中継」（ランナーリポーターとしてリポートしながら3時間台で完走）
- その他イベント司会、テレビCM出演歴あり

## その他
- 趣味：ランニング（フルマラソンを3時間30分台で完走、100 kmマラソンも完走）、大相撲観戦、温泉・銭湯めぐり、ゴルフ、ヨガ、読書、酒、酒の肴づくり（#マイコ酒場でその腕を披露している）
- 資格：ジュニアアスリートフードマイスター、ランナーズマイスター（中級）、温泉ソムリエ、バーベキュー検定（初級）、剣道二段他[1]
- 愛犬の名前は生姜